# جان برتون تامپسون
جان برتون تامپسون (به انگلیسی: John Burton Thompson) سناتور سابق عضو حزب ویگ بود. وی در سال ۱۸۵۳ تا ۱۸۵۹ میلادی سناتور ایالت کنتاکی در سنای ایالات متحده آمریکا بود.